# Helgi Dam Ziska
Helgi Dam Ziska (Tórshavn, 1990. július 27. –) feröeri sakkozó, nemzetközi mester, sakkolimpikon, U16 és felnőtt skandináv bajnok,
A 2015. júliusi FIDE ranglistán 2515 Élő-pontja van, amely az eddigi legmagasabb pontszáma. A nemzetközi ranglistán az aktív játékosok között a 642., Feröeren az 1. helyen áll.

## Pályafutása
2006-ban a Reykjavík Openen megnyert egy partit Jan Timman holland nagymester, korábbi világbajnok-aspiráns ellen. Ugyanebben az évben részt vett a sakkolimpián Torinóban, az Európa-bajnokságon Törökországban, és megnyerte a skandináv bajnoki címet az U16-os kategóriában. Decemberben az Útvarp Føroya az év sportolójává választotta Feröeren; ő volt az első sakkozó, aki megkapta ezt a címet.
2007-ben nemzetközi mester címet kapott, amelyhez a normát 2005-ben a dániai Taastrupban rendezett Politicen Cup versenyen, a 2006-os Reykjavík Open versenyen és a hollandiai Vlissingenben rendezett Hogeschool Zeeland versenyen teljesítette.
2009 februárjában a felnőttek között is skandináv bajnok lett az esélyesebb svéd Erik Blomqvist előtt.
2008 óta Feröer sakkválogatottjának első táblásaként vett részt a sakkolimpiákon.
A „Kis nemzetek sakkcsapatbajnokságán” (Small Nations Chess Team Tournament) Feröer csapatában az első táblán játszva 2009-ben csapatban és egyéniben is első, 2011-ben csapatban 2., és 2013-ban első helyezést ért el.

## Díjai, elismerései
- 2006: Az év sportolója (Feröer)